# Mangora piroca
Mangora piroca là một loài nhện trong họ Araneidae.
Loài này thuộc chi Mangora. Mangora piroca được Herbert Walter Levi miêu tả năm 2007.